# Pierre Saint-Martin (Luzillé)
Pour les articles homonymes, voir Pierre Saint-Martin (homonymie).
La Pierre Saint-Martin, également connue sous les noms de Pierre du Pas de Saint-Martin et La Pierre Saint-Martin, est un polissoir fixe situé sur la commune de Luzillé, en Indre-et-Loire.
Ce mégalithe, qui a été utilisé au cours du Néolithique, a fait l'objet d'un classement au titre de monument historique en 1952. De nombreuses traditions sont liées à son appellation martiniennes qui reste difficile à expliquer de manière certaine.

## Contexte géographique et archéologique
| - OpenStreetMap Emplacement de la Pierre Saint-Martin (point orangé au centre de la carte). |

La Pierre Saint-Martin est localisée à Luzillé, une commune située dans l'arrondissement de Loches, département d'Indre-et-Loire, en région Centre-Val de Loire. Le polissoir trouve son emplacement au lieu-dit éponyme de la Pierre Saint-Martin, à 1,2 km au sud-ouest du centre-bourg communal.
Des silex néolithiques, haches polies notamment, ont été trouvés aux abords du polissoir. Un deuxième mégalithe, un menhir constitué de pierre meulière, est également répertorié sur le territoire de Luzillé, au lieu-dit « Les Sables ». Pour Gérard Cordier, outre celui de la Pierre Saint-Martin, au moins trois autres polissoirs de type fixe ont été inventoriés en 1951 en Indre-et-Loire : le polissoir du Petit-Pressigny, le polissoir de Saint-Cyr-sur-Loire et le polissoir de Thizay ; depuis cette date, les découvertes se poursuivent et en 2011 Jean-Claude Marquet identifie 14 polissoirs fixes dans le département.

## Dénomination
Le nom du polissoir, Pierre Saint-Martin,, La Pierre de Saint-Martin, ou Pas de Saint-Martin,, est étroitement associé à une légende, la « légende des gerbes », faisant référence à saint Martin,,. Cette ancienne tradition orale locale rapporte que les empreintes présentent sur la surface du mégalithe sont associées au « pas » ou la marque du sabot de l'âne du saint martinien,,. Pour Jean Moreau, la légende peut-être mise en relation avec l'existence de trois églises consacrées à Saint Martin se trouvant à proximité du territoire de Luzillé. En outre, Moreau estime qu'il y a eu, à Luzillé, une probable « intervention » de Martin de Tours, ou, peut-être, de l'un de ses disciples.

## Historique

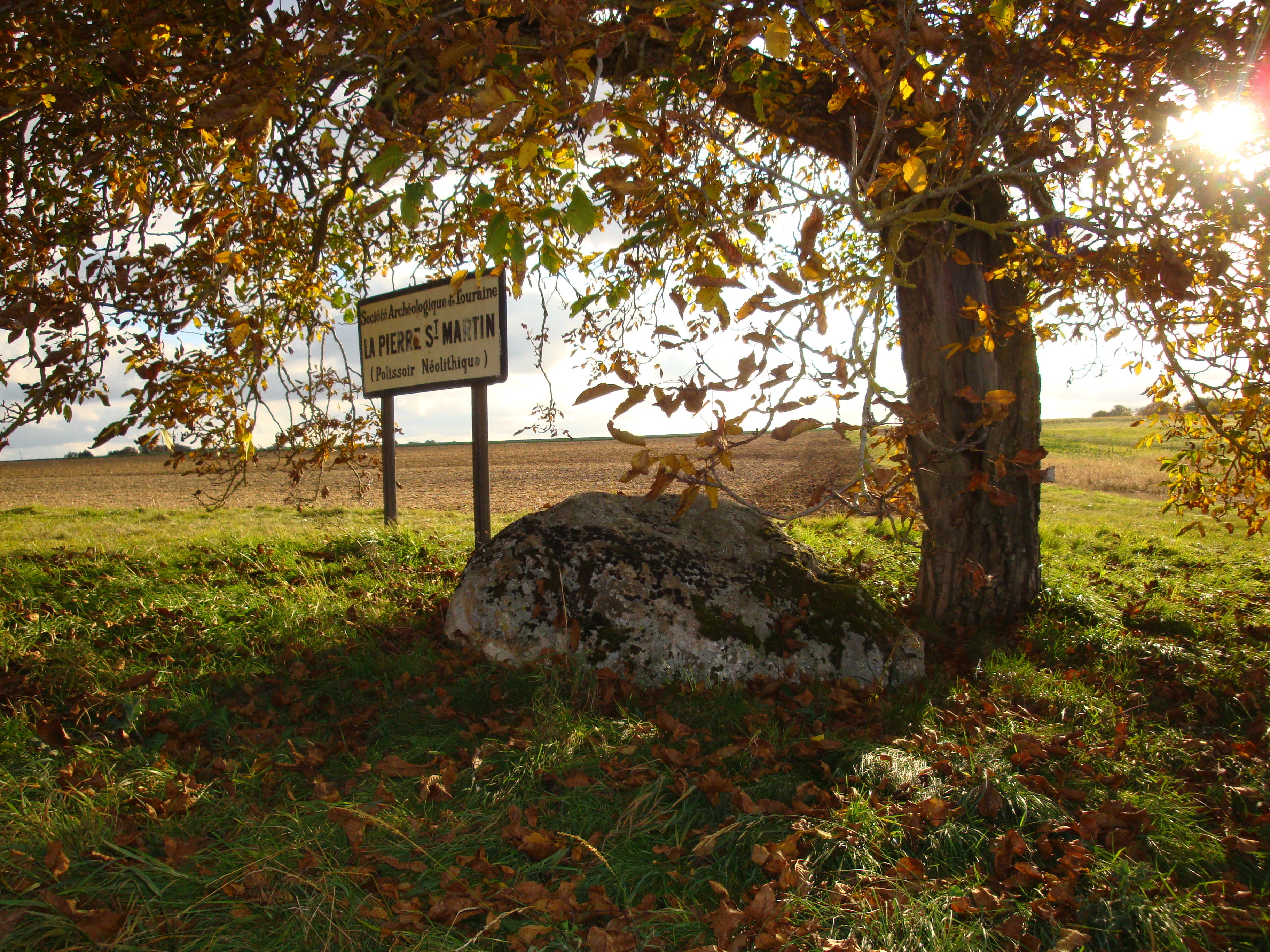
Le polissoir et la pancarte indicative.

L'utilisation de la Pierre Saint-Martin est datée du Néolithique. À cette époque, le mégalithe permettait d'affiner les outils en silex.
C'est en 1892 que l'existence de ce polissoir est signalée à la Société archéologique de Touraine (SAT) par un instituteur de Luzillé. Au début des années 1910, le mégalithe devait soit faire l'objet d'une vente soit être soumis à une destruction. La SAT, afin que le bloc mégalithique ne soit pas détruit, prend alors la décision de racheter la Pierre Saint-Martin, ainsi que le terrain au sein duquel elle est placée, en y investissant une somme de 60 francs. Toutefois l'acte d'achat ne peut pas se réaliser immédiatement. Ce n'est que quelques années après que la société savante s'en porte acquéreur et elle en garde depuis lors la propriété.
En 1950, le préhistorien Gérard Cordier, membre de la SAT, initie un projet de classement du mégalithe. Deux plus tard, sa démarche aboutit et la Pierre de Saint-Martin bénéficie d'un classement au titre de monument historique par arrêté du 29 septembre 1952.

## Description

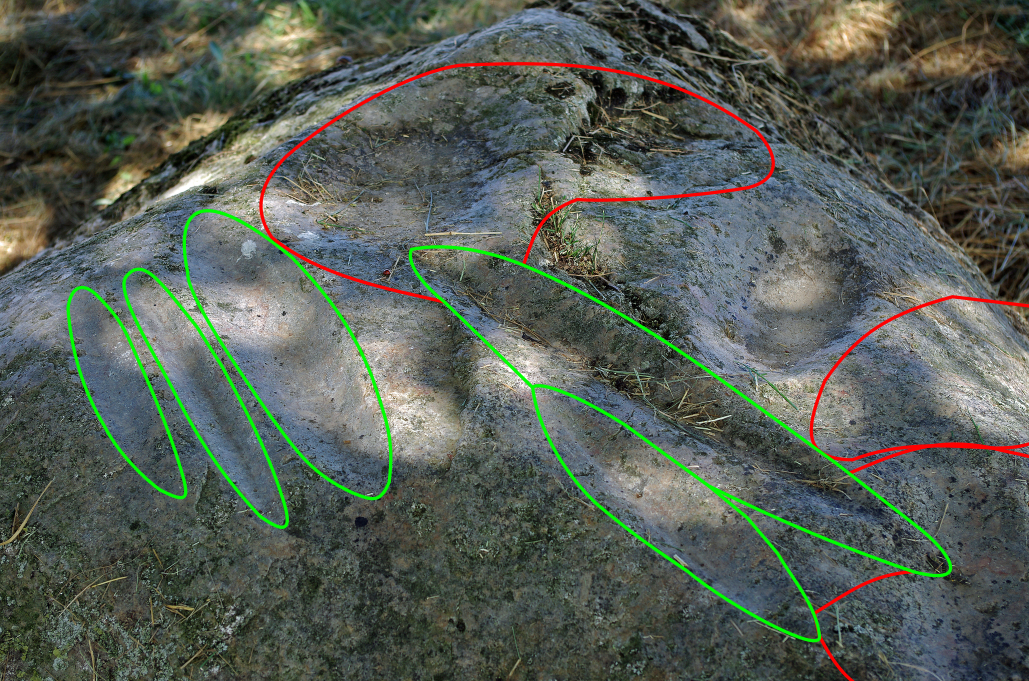
Détails des cupules et des rainures,.
cupules
rainures

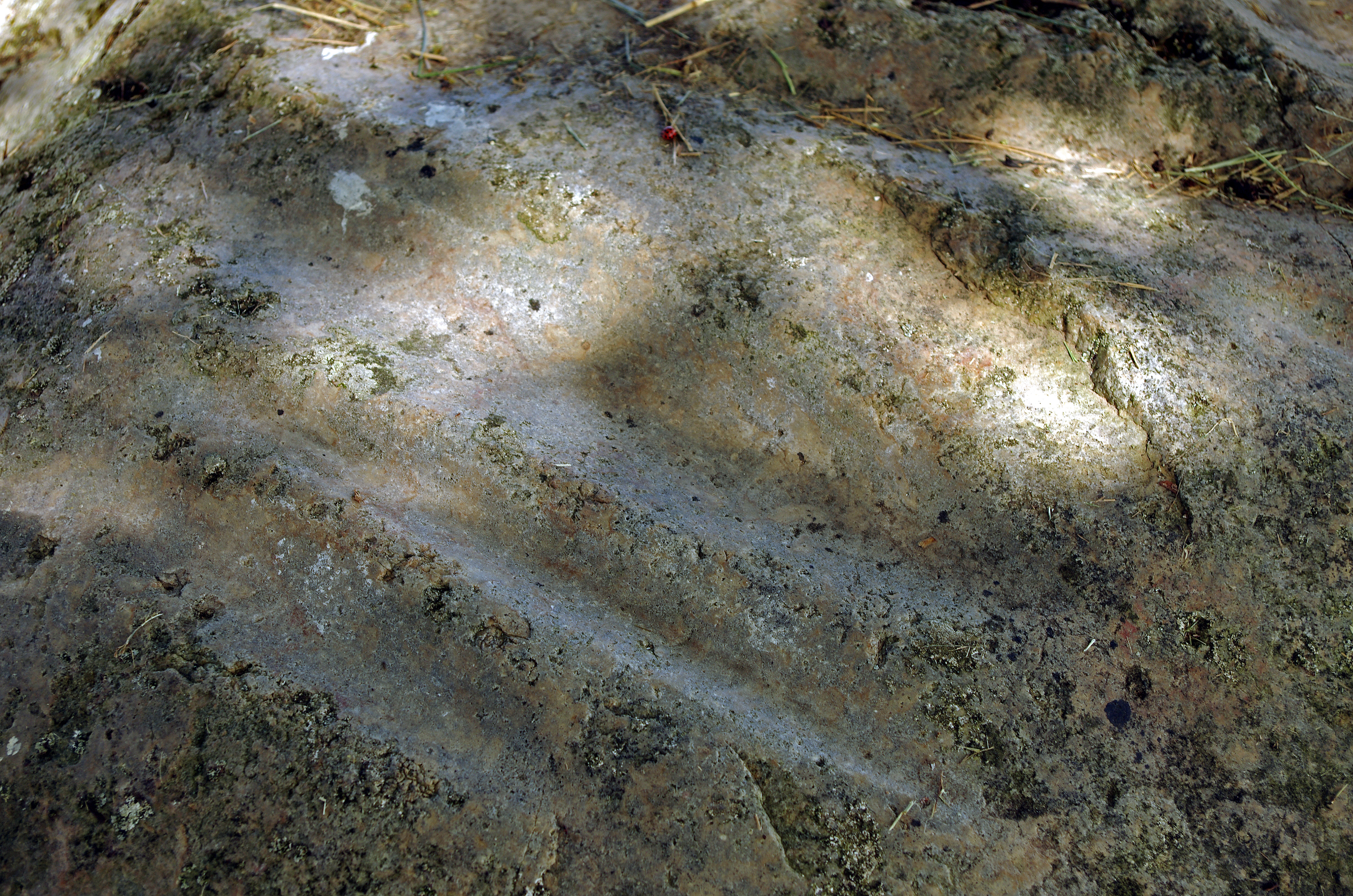
Détails des rainures.

L'aspect général du mégalithe de Luzillé est comparable à ceux mis en évidence à Brèches, à Saint-Eliph et à Nottonville-Civry.
Le polissoir mesure 2,50 × 2 m à sa base pour une hauteur hors sol de 0,70 m. La roche qui le constitue est un poudingue, gréseux dans sa partie supérieure. Le grès est alors la roche la plus utilisée pour le polissage des outils.
La partie supérieure du mégalithe est marquée par des rainures droites ou fuselées,,. Sa surface présente également plusieurs cupules de forme plus ou moins circulaire,. La pierre comporte au total cinq rainures et trois cupules, ainsi que deux plages de forme plus irrégulière. La plus longue de ces rainures mesure 405 mm de long. Les cupules peuvent avoir servi de réserve pour l'eau indispensable au polissage.
Le polissoir fixe, ancré dans le sol, de Saint-Martin a fait l'objet de quelques dégradations avant 1950.